# 张家岭
张家岭（1942年10月—2022年12月20日），江苏赣榆人，无锡轻工大学毕业，高级经济师。曾任中国轻骑集团有限公司董事长。张家岭管理的济南轻骑曾是济南最早的上市公司。2008年6月，因贪污受贿、挪用公款开除党籍和公职，并立案调查。2009年2月11日被判无期徒刑。